# مامي تو شوز
مامي تو شوز شخصية في توم وجيري هي امرأة سوداء في منتصف العمر ثقيلة الوزن تضطر غالبًا للتعامل مع الفوضى التي أحدثتها الشخصيات الرئيسية في الرسوم المتحرك توم وجيري بصوت الممثلة ليليان راندولف، غالبًا ما يُنظر إليها على أنها مالكة توم. تم عرض وجهها مرة واحدة فقط، لفترة وجيزة، في Saturday Evening Puss. غالبًا ما تم تعديل مظاهر مامي أو دبلجتها أو إعادة تحريكها كامرأة بيضاء نحيفة في عروض تلفزيونية لاحقة، نظرًا لأن شخصيتها هي نموذج مامي يُعتبر الآن غالبًا عنصرية   وتم ترميمها في الغالب في إصدارات DVD للرسوم المتحركة، مع مقدمة توضح أهمية التمثيل الأفريقي الأمريكي في سلسلة الرسوم المتحركة، مهما كانت الصور النمطية.